# Försäkran om överensstämmelse GOST R

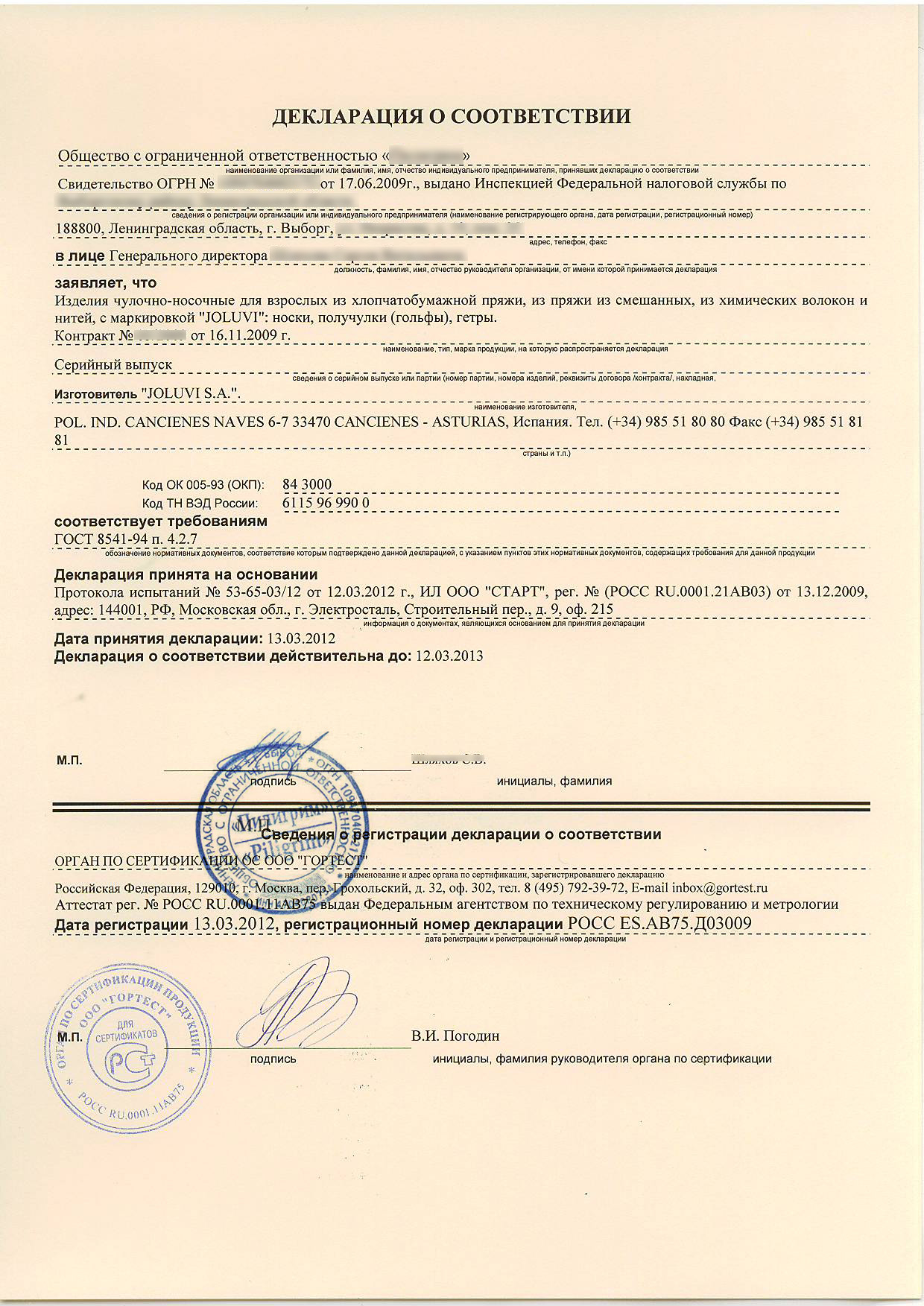

Försäkran om överensstämmelse GOST R är i Ryssland ett av de officiella dokument som utfärdas av tillverkaren för att bekräfta produkters kvalitet.
Försäkran om överensstämmelse har samma rättsstatus som ett intyg om överensstämmelse. Skillnaden mellan dessa två dokument är olika ansvarssubjekt. Ett certifieringsorgan som utfärdat intyg om överensstämmelse ansvarar för produkters attesterande säkerhet. 
Utformningen av försäkran om överensstämmelse innebär att den person som ansvarar för att certifiera säkerheten av produkter  i detta dokument är den enda innehavaren eller chefen för den organisation som undertecknat deklarationen. Försäkran om överensstämmelse registreras bland certifieringsorganen och har samma rättsverkan som ett intyg om överensstämmelse. 

## Typer av försäkran om överensstämmelse
1. Försäkran som av de uppgifter som framkommer med hjälp av certifieringsorganet och (eller) ett ackrediterat laboratorium;
2. Försäkran som grundades i sitt eget bevis.

Om man väljer att använda försäkran som grundades i sitt eget bevis då kan man använda följande bevismaterial:
- den tekniska dokumentationen för produkter;
- resultat av tester och mätningar, som innehas av den sökande organisationens egna laboratorier;
- andra typer av bevis, bland annat kraven i Tekniska bestämmelser för specifika produkter.

Om man väljer att använda försäkran som grundades i sitt eget bevis med hjälp av certifieringsorganet och (eller) ett ackrediterat laboratorium måste man lämna protokollen för certifieringstester som utförts av laboratoriet och presentera ett intyg om kvalitetsledningssystem (QMS) av organisationen. Dessutom kan QMS-intyget bifogas som bevismaterial i alla system för deklarerarade varor.

## Att skapa  försäkran om överensstämmelse
Mottagaren av försäkran kan bara vara en rysk juridisk person. Dessa inkluderar ryska kunder eller köpare av utländska produkter, importörer, samt organisationer som är registrerade som juridiska personer och företräda intressen för utländska tillverkare (officiella distributörer, återförsäljare, osv.).
Det finns flera certifieringssystem för försäkran om överensstämmelse och det beror på produktionsvolym. Den försäkran om överensstämmelse GOST R kan utfärdas för en sats av produkter eller till  kontraktet, och för serietillverkning av produktion. Försäkran om överensstämmelse GOST R för serietillverkning av produktion kan utfärdas bara om det finns ett intyg om kvalitetsproduktion.
Giltighetstid av försäkran om överensstämmelse GOST R beror på typ av certifieringssystem (till exempel för en sats av produkter eller till  kontraktet,  för serietillverkning av produktion). Information om giltighetstiden står  i posten "utgångsdatum". Den försäkran om överensstämmelse GOST R kan utfärdas för en period från 1 till 3 år. Försäkran om överensstämmelse görs på ett A4 formats papper utan officiella formulär (i motsats till ett intyg om överensstämmelse).
För att få en försäkran om överensstämmelse GOST R måste man först göra "Protokoll testning av varuprover" för specifikationer som anges av sökanden i anmälan.
Om produkten krävs för bearbetning tillstånd till andra certifieringssystem, så måste det innan det  görs en ansökan om en försäkran om överensstämmelse GOST R, och är nödvändigt för att utfärda certifikat till dessa system. Detta kan vara Brandsäkerhetscertifikat eller Hälsocertifikat osv.
Den försäkran om överensstämmelse GOST R kan registreras av en certifieringsorgan endast efter en kvalificerad verifiering av alla dokument. Deklarationen tilldelas ett unikt nummer som matas in i registret över intygar som utfärdats i GOST R systemet.

## Dokument som behövs för godkänt certifiering
Teknisk beskrivning av produkten, Det avtal om leverans av varor;
Sökandes registreringshandlingar för en rysk importfirma.
Om en försäkran om överensstämmelse GOST R görs en gång till då behövs alla gamla intyg och produktionskataloger visas.
Formen för försäkran om överensstämmelse godkäns av den centrala myndigheten i certifieringssystemet i Ryska federationen. Enligt lag måste försäkran om överensstämmelse ha följande delar:
- Information om sökanden;
- information om tillverkaren;
- Identifiering information om varor som ska deklareras och bekräftas av bedömning av överensstämmelse;
- information om tekniska föreskrifter;
- certifieringssystemet som väljas  för bedömning av överensstämmelse;
- säkerhetsförhållanden;
- informationen om mätningar eller tester;
- Information om intyg om kvalitetssystemet;
- information om andra dokument som uppfyller kraven i produktionen;
- giltighetstiden.

## Varor som måste deklareras
Kosmetiska produkter;
- Livsmedel;
- Kläder och skor (förutom för barn);
- Textil och textilprodukter;
- Möbler;
- Massa- och pappersvarutillverkning;
- Plastprodukter för hushållsändamål;
- Motorer;
- Hushållskemikalier;
- Kemiska gödselmedel;
- Fästorgan;
- Porslin och bestick;
- Och mer.